# Gonolobus
Gonolobus is een geslacht uit de maagdenpalmfamilie (Apocynaceae). De soorten komen voor in Zuid-Amerika, Centraal-Amerika, Mexico en het zuiden van de Verenigde Staten.

## Soorten
- Gonolobus absalonensis Krings
- Gonolobus albiflorus W.D.Stevens
- Gonolobus albomarginatus (Pittier) Woodson
- Gonolobus aloiensis Krings & F.S.Axelrod, Statia Milkweed, endemisch op Sint Eustatius [2]
- Gonolobus ancorifer W.D.Stevens
- Gonolobus antennatus Schltr.
- Gonolobus antioquensis Morillo
- Gonolobus aristolochiifolius (Brandegee) Woodson
- Gonolobus aristolochioides Kunth
- Gonolobus arizonicus (A.Gray) Woodson
- Gonolobus asper Decne.
- Gonolobus asterias W.D.Stevens
- Gonolobus bahiensis (Morillo & Fontella) Morillo
- Gonolobus bakeri Schltr.
- Gonolobus barbatus Kunth
- Gonolobus bifidus Hemsl.
- Gonolobus blanchetii Morillo
- Gonolobus breedlovei L.O.Williams
- Gonolobus breviappendiculatus Morillo
- Gonolobus caamalii Carnevali & Duno
- Gonolobus calcaratus (Woodson) L.O.Alvarado & Velazco
- Gonolobus calycosus (Donn.Sm.) Woodson
- Gonolobus campii Morillo
- Gonolobus caucanus Morillo
- Gonolobus cearensis Malme
- Gonolobus chiapensis (Brandegee) Woodson
- Gonolobus chiriquensis (Woodson) Woodson
- Gonolobus chloranthus Schltdl.
- Gonolobus colombianus Morillo
- Gonolobus croceus W.D.Stevens
- Gonolobus cteniophorus (S.F.Blake) Woodson
- Gonolobus cthulhui L.O.Alvarado, K.Maya M. & M.G.Chávez
- Gonolobus cuajayote W.D.Stevens
- Gonolobus dasystephanus (S.F.Blake) Woodson
- Gonolobus dorothyanus Fontella & E.A.Schwarz
- Gonolobus dussii Krings
- Gonolobus edulis Hemsl.
- Gonolobus erianthus Decne.
- Gonolobus eriocladon Benth.
- Gonolobus esmeraldasianus Morillo
- Gonolobus espejoi G.M.Hern.-Barón, Hern.-Barón & López-Ferr.
- Gonolobus exannulatus W.D.Stevens
- Gonolobus farenholtzii Markgr.
- Gonolobus fimbriatiflorus (Morillo) W.D.Stevens
- Gonolobus fraternus Schltdl.
- Gonolobus fuscoviolaceus Woodson
- Gonolobus fuscus Decne.
- Gonolobus germanianus Morillo
- Gonolobus gonzaleziarum Pío-León, Art.Castro & L.O.Alvarado
- Gonolobus grandiflorus (Cav.) Schult.
- Gonolobus grayumii W.D.Stevens
- Gonolobus gritensis Morillo
- Gonolobus harlingii (Morillo) Morillo
- Gonolobus haussknechtii K.Schum.
- Gonolobus heterophyllus (Hemsl.) W.D.Stevens
- Gonolobus hildegardiae Morillo
- Gonolobus hystrix (Vell.) Decne.
- Gonolobus imladrisanthus Pío-León, R.M.Gut. & L.O.Alvarado
- Gonolobus inaequalis L.O.Williams
- Gonolobus incerianus W.D.Stevens & Montiel
- Gonolobus iyanolensis Krings
- Gonolobus jaliscensis B.L.Rob. & Greenm.
- Gonolobus jamaicensis Rendle
- Gonolobus lachnostomoides Schltr.
- Gonolobus lanugiflorus Woodson
- Gonolobus lasiostemma (Hemsl.) Woodson
- Gonolobus lasiostomus Decne.
- Gonolobus latisinuatus (Woodson) L.O.Alvarado & Velazco
- Gonolobus leianthus Donn.Sm.
- Gonolobus leotzinii S.Islas & Quintos-Baez
- Gonolobus lewisii L.O.Williams
- Gonolobus linearisepalus Morillo
- Gonolobus longilobus Morillo
- Gonolobus lozadae L.O.Alvarado, E.B.Cortez & C.Cerv.
- Gonolobus luridus Decne.
- Gonolobus macrotis Morillo
- Gonolobus manarae Morillo
- Gonolobus marginatus Schltr.
- Gonolobus marmoreus (Woodson) Morillo
- Gonolobus martinicensis Decne.
- Gonolobus membranaceus Schltr.
- Gonolobus mexicanus R.Kr.Singh & Sanjeet Kumar
- Gonolobus micranthus Hook.f. ex Hemsl.
- Gonolobus mollis Regel
- Gonolobus murphyae Krings & Morillo
- Gonolobus naturalistae M.G.Chávez, Pío-León & L.O.Alvarado
- Gonolobus nemorosus Decne.
- Gonolobus niger (Cav.) Schult.
- Gonolobus ophioglossa Woodson
- Gonolobus ottonis K.Koch & C.D.Bouché
- Gonolobus pallidus W.D.Stevens
- Gonolobus pancololote (Sessé & Moc.) L.O.Alvarado
- Gonolobus parviflorus Decne.
- Gonolobus pectinatus Brandegee
- Gonolobus peruanus Schltr.
- Gonolobus plowmanii Morillo
- Gonolobus purpureus Morillo
- Gonolobus retusus (Vell.) Decne.
- Gonolobus riparius Kunth
- Gonolobus roeanus L.O.Williams
- Gonolobus rostratus (Vahl) Schult.
- Gonolobus rotundus M.E.Jones
- Gonolobus rumihuilcanus Cerchiai & L.O.Alvarado
- Gonolobus sagasteguii Morillo
- Gonolobus salvinii Hemsl.
- Gonolobus sanctamartae Morillo
- Gonolobus sandersii W.D.Stevens
- Gonolobus sanmartinus Lozada-Pérez & E.B.Cortez
- Gonolobus saraguranus Morillo
- Gonolobus scaber K.Schum.
- Gonolobus sororius A.Gray ex S.Watson
- Gonolobus spiranthus Juárez-Jaimes, W.D.Stevens & Lozada-Pérez
- Gonolobus stapelioides Desv.
- Gonolobus stellatus Griseb.
- Gonolobus stenanthus (Standl.) Woodson
- Gonolobus stenosepalus (Donn.Sm.) Woodson
- Gonolobus stephanotrichus Griseb.
- Gonolobus stipitatus Morillo
- Gonolobus striatus M.Martens & Galeotti
- Gonolobus suberosus (L.) R.Br.
- Gonolobus taylorianus W.D.Stevens & Montiel
- Gonolobus tenuisepalus Krings
- Gonolobus tetragonus (Vell.) Decne.
- Gonolobus tingens Decne.
- Gonolobus tobagensis Urb.
- Gonolobus triflorus M.Martens & Galeotti
- Gonolobus truncatifolius W.D.Stevens
- Gonolobus uniflorus Kunth
- Gonolobus ustulatus W.D.Stevens
- Gonolobus variabilis W.D.Stevens
- Gonolobus versicolor Woodson
- Gonolobus villasenorii L.O.Alvarado, Pío-León, Morillo & S.Islas
- Gonolobus virescens Desv.
- Gonolobus volcanicus Nuñez Oberg, L.O.Alvarado & S.Islas
- Gonolobus waitukubuliensis Krings
- Gonolobus xanthotrichus Brandegee
- Gonolobus youroumaynensis Krings
- Gonolobus zuliensis Morillo

Aganonerion · 
Acokanthera · 
Adenium · 
Aganosma · 
Allamanda · 
Alstonia · 
Alyxia · 
Amalocalyx · 
Anodendron · 
Apocynum .
Asclepias · 
Baharuia · 
Baissea · 
Beaumontia ·
Caralluma · 
Carissa · 
Catharanthus · 
Cerbera · 
Ceropegia (lantaarnplanten) · 
Chonemorpha · 
Cleghornia · 
Cynanchum · 
Dewevrella ·
Dischidia ·
Ditassa  ·
Echites · 
Elytropus · 
Epigynum · 
Eucorymbia · 
Forsteronia · 
Hoodia · 
Hoya · 
Hylaea · 
Huernia · 
Ichnocarpus · 
Ixodonerium · 
Kopsia · 
Landolphia · 
Lhotzkyella · 
Macroditassa · 
Mandevilla · 
Manothrix · 
Margaretta · 
Marsdenia · 
Matelea · 
Melinia ·
Melodinus  · 
Merrillanthus · 
Metaplexis · 
Metastelma · 
Microdactylon · 
Microloma · 
Miraglossum · 
Mitostigma · 
Morrenia · 
Motandra · 
Nautonia · 
Neoschumannia · 
Nephradenia · 
Notechidnopsis · 
Odontadenia · 
Odontanthera · 
Oncinema · 
Oncostemma · 
Ophionella · 
Orbea · 
Orbeanthus · 
Orbeopsis · 
Orthanthera · 
Orthosia · 
Oxypetalum · 
Oxystelma · 
Pachycarpus · 
Pachycymbium · 
Pachypodium · 
Papuechites · 
Parameria · 
Parapodium · 
Parepigynum · 
Parsonsia · 
Pectinaria · 
Pentacyphus · 
Pentarrhinum · 
Pentasachme · 
Pentastelma · 
Pentatropis · 
Peplonia · 
Pergularia · 
Periglossum · 
Petopentia · 
Pherotrichis · 
Philibertia · 
Piaranthus · 
Pleurostelma · 
Plumeria · 
Pseudolithos · 
Quaqua · 
Quisumbingia · 
Raphistemma · 
Raphionacme · 
Rauvolfia · 
Rhyncharrhena · 
Rhyssolobium · 
Rhyssostelma · 
Rhytidocaulon · 
Riocreuxia · 
Rojasia · 
Sarcolobus ·
Sarcostemma · 
Schistogyne · 
Schistonema · 
Schubertia · 
Secamone · 
Secamonopsis · 
Seutera · 
Sindechites · 
Sisyranthus · 
Solenostemma · 
Sphaerocodon · 
Stapelia · 
Stapelianthus · 
Stapeliopsis · 
Stathmostelma · 
Stenomeria · 
Stenostelma · 
Stigmatorhynchus · 
Schizozygia · 
Tacazzea · 
Tectiphiala · 
Trachelospermum · 
Urceola · 
Vallariopsis · 
Vinca (maagdenpalm) · 
Vincetoxicum (engbloem)